# Night Airs
Night Airs is een muziekalbum van Rick Wakeman uit 1990. Het album vormt het slot van de trilogie met Country Airs en Sea Airs. Het was ook Wakemans laatste album voor President Records. Latere albums verschenen op zijn eigen platenlabel Ambient Records. Wakeman zou na dit album nog diverse albums maken met new agemuziek, ze zouden niet meer zo populair worden als Country Airs. Voor de geoefende luisteraar: een aantal titels hoort niet op dit album, ze waren bedoeld voor Sea Airs, maar kwamen op dit album terecht; Wakeman heeft daarom de titels daarop aangepast, maar schreef niet welke. Inspiratie voor dit album kwam van zijn thuisbasis, Isle of Man. 

## Musici
- Rick Wakeman – piano

## Tracklist
| Nr. | Titel              | Duur |
| --- | ------------------ | ---- |
| 1.  | The Sad Dream      | 5:04 |
| 2.  | Twilight           | 4:19 |
| 3.  | The Sleeping Child | 4:40 |
| 4.  | Mr. Badger         | 4:45 |
| 5.  | Jack Frost         | 3:50 |
| 6.  | The Lone Star      | 4:14 |
| 7.  | Rain Shadows       | 5:07 |
| 8.  | Fox By Night       | 3:46 |
| 9.  | Night Owls         | 4:39 |
| 10. | An Evening Romance | 5:01 |